# Karl Ludwig Born
Karl Ludwig Born (* 28. November 1864 in Frenkendorf; † 13. März 1914 in Bern) war ein Schweizer Zeichenlehrer und Landschaftsmaler.

## Leben
Karl Ludwig Born unterrichtete als Zeichenlehrer an der Kunstgewerbeschule in Bern und war über lange Zeit Präsident der bernischen Kunstgesellschaft. Zudem engagiert er sich für den Bau der Kunsthalle Bern. Als autodidaktischer Maler schuf er Landschaftsbilder.